# محمدحسن ذوالفقاری
محمدحسن ذوالفقاری (معروف به عمو حسن) بازیکن حرفه‌ای بسکتبال ایرانی (۱۳۴۶–۱۳۴۶) و سرمربی تیم ملی ایران (۱۳۶۰) بود. او در پست فوروارد بازی می‌کرد. ذوالفقاری همچنین سرمربی تیم فروهر (تیم زرتشتیان ایران، 1353-1373) و همچنین باشگاه شاهین تهران (1972-1979) بود.